# Fussballclub Aarau 1902 2000-2001
Questa voce raccoglie le informazioni riguardanti il Fussballclub Aarau 1902 nelle competizioni ufficiali della stagione 2000-2001.

## Stagione
Nella stagione 2000-2001 l'Aarau, allenato da Rolf Fringer, concluse il campionato di Lega Nazionale A al 9º posto. In Lega Nazionale A l'Aarau concluse il torneo di promozione/relegazione al 2º posto.

## Rosa
| N. |                     | Ruolo | Calciatore         |
| -- | ------------------- | ----- | ------------------ |
| 2  | Svizzera (bandiera) | D     | Flavio Schmid      |
| 5  | Svizzera (bandiera) | D     | Frédéric Page      |
| 20 | Svizzera (bandiera) | A     | Patrick de Napoli  |
| 1  | Svizzera (bandiera) | P     | Ivan Benito        |
| 18 | Svizzera (bandiera) | P     | Alex Kollbrunner   |
| 2  | Svizzera (bandiera) | D     | David Bader        |
| 3  | Francia (bandiera)  | D     | Oliver Baudry      |
| 12 | Svizzera (bandiera) | D     | Mario Eggimann     |
| 4  | Croazia (bandiera)  | D     | Mirko Pavličević   |
| 25 | Svizzera (bandiera) | D     | Marc Strasser      |
| 7  | Italia (bandiera)   | C     | Roberto Baldassari |
| 24 | Brasile (bandiera)  | C     | Cassiano           |
| 19 | Svizzera (bandiera) | C     | David Degen        |
| 16 | Svizzera (bandiera) | C     | Marc Fiechter      |

| N. |                                 | Ruolo | Calciatore         |
| -- | ------------------------------- | ----- | ------------------ |
| 15 | Bosnia ed Erzegovina (bandiera) | C     | Amir Hamzić        |
| 17 | Italia (bandiera)               | C     | Luca Iodice        |
| 14 | Svizzera (bandiera)             | C     | Ivan Previtali     |
| 23 | Svizzera (bandiera)             | C     | Manuel Schenker    |
| 28 | Svizzera (bandiera)             | C     | Remo Senn          |
| 6  | Polonia (bandiera)              | C     | Dariusz Skrzypczak |
| 8  | Svizzera (bandiera)             | C     | André Wiederkehr   |
| 27 | Germania (bandiera)             | C     | Daniel Wolf        |
| 10 | Brasile (bandiera)              | A     | Didi               |
| 9  | Svizzera (bandiera)             | A     | Daniel Greco       |
| 29 | Bulgaria (bandiera)             | A     | Roumen Ivanov      |
| 11 | Georgia (bandiera)              | A     | Levan Khomeriki    |
| 13 | Spagna (bandiera)               | A     | Manuel Calvo       |
| 22 | Italia (bandiera)               | A     | Salvatore Romano   |

## Organigramma societario
Area tecnica
- Allenatore: Rolf Fringer
- Allenatore in seconda:
- Preparatore dei portieri:
- Preparatori atletici:

## Calciomercato

### Sessione estiva
| Acquisti | Acquisti | Acquisti | Acquisti |
| R.       | Nome     | da       | Modalità |
| -------- | -------- | -------- | -------- |

| Cessioni | Cessioni | Cessioni | Cessioni |
| R.       | Nome     | a        | Modalità |
| -------- | -------- | -------- | -------- |

### Sessione invernale
| Acquisti | Acquisti | Acquisti | Acquisti |
| R.       | Nome     | da       | Modalità |
| -------- | -------- | -------- | -------- |

| Cessioni | Cessioni | Cessioni | Cessioni |
| R.       | Nome     | a        | Modalità |
| -------- | -------- | -------- | -------- |

## Risultati

### Lega Nazionale A

#### andata
| Arbitro: | Rogalla |

|                    |           |                |
| Lonfat 52’ Rey 81’ | Marcatori | 26’ Wiederkehr |

| Arbitro: | Petignat |

|  |           |                       |
|  | Marcatori | 44’ Giménez 51’ Rossi |

| Arbitro: | Busacca |

|                                   |           |  |
| Alves 30’ Amoah 37’ Zellweger 89’ | Marcatori |  |

| Lucerna 29 luglio 2000, ore 19:30 CEST 4ª giornata | Lucerna | 0 – 0 referto | Aarau | Stadion Allmend (6 901 spett.)\| Arbitro: \| Rutz \| |
| Arbitro:                                           | Rutz    |               |       |                                                      |

| Arbitro: | Leuba |

|                         |           |             |
| Previtali 3’ Baudry 11’ | Marcatori | 1’ Bartlett |

| Arbitro: | Bertolini |

|  |           |           |
|  | Marcatori | 9’ Ivanov |

| Arbitro: | Beck |

|            |           |                     |
| Baudry 63’ | Marcatori | 26’ Thiaw 81’ Kuźba |

| Arbitro: | Rogalla |

|             |           |                                                      |
| Calapes 61’ | Marcatori | 7’ Ivanov 39’, 44’ Khomeriki 64’ de Napoli 90’ Calvo |

| Arbitro: | Petignat |

|  |           |             |
|  | Marcatori | 36’ Tchouga |

| Arbitro: | Leuba |

|                                                         |           |  |
| Chapuisat 38’, 56’, 58’ Gerber 49’ Zanni 73’ Petrić 81’ | Marcatori |  |

| Arbitro: | Wildhaber |

|                                          |           |                             |
| Khomeriki 8’ (rig.), 62’, 67’ Baudry 52’ | Marcatori | 11’ Peço 43’ Gil 73’ Renfer |

#### ritorno
| Arbitro: | Beck |

|  |           |                            |
|  | Marcatori | 22’ Lonfat 26’, 41’ Šiljak |

| Arbitro: | Schluchter |

|             |           |              |
| Giménez 32’ | Marcatori | 80’ Fiechter |

| Arbitro: | Schoch |

|            |           |          |
| Baudry 87’ | Marcatori | 59’ Gane |

| Arbitro: | Petignat |

|                                   |           |                                       |
| Khomeriki 45’ Didi 60’ Baudry 81’ | Marcatori | 15’ (rig.), 88’ (rig.) Wyss 18’ Ohrel |

| Arbitro: | Nobs |

|             |           |  |
| Chassot 85’ | Marcatori |  |

| Arbitro: | Leuba |

|           |           |              |
| Bader 34’ | Marcatori | 90’ Hottiger |

| Arbitro: | Schluchter |

|           |           |                                       |
| Thiaw 63’ | Marcatori | 27’ Didi 47’ Previtali 75’ Wiederkehr |

| Arbitro: | Rogalla |

|                         |           |  |
| Didi 17’ Wiederkehr 82’ | Marcatori |  |

| Arbitro: | Busacca |

|                                                          |           |                    |
| Koumantarakis 24’ Huggel 30’, 47’ Tchouga 65’ Tholot 85’ | Marcatori | 7’, 54’ Wiederkehr |

| Arbitro: | Schoch |

|           |           |                                     |
| Degen 46’ | Marcatori | 29’, 51’ (rig.) Chapuisat 49’ Yakın |

| Arbitro: | Beck |

|                          |           |                                    |
| Gil 17’ Gohouri 85’, 90’ | Marcatori | 3’ (rig.), 54’ Wiederkehr 24’ Didi |

### Torneo di promozione/relegazione

#### andata
| Arbitro: | Schluchter |

|  |           |                          |
|  | Marcatori | 13’ Bugnard 43’ Manfreda |

| Arbitro: | Bertolini |

|            |           |  |
| Tholot 88’ | Marcatori |  |

| Aarau 10 marzo 2001, ore 17:30 CET 3ª giornata | Aarau | 0 – 0 referto | Yverdon | Stadion Brügglifeld (1 450 spett.)\| Arbitro: \| Beck \| |
| Arbitro:                                       | Beck  |               |         |                                                          |

| Arbitro: | Schoch |

|                                 |           |  |
| Clemente 42’ Rey 60’ Arnold 90’ | Marcatori |  |

| Arbitro: | Etter |

|                   |           |                             |
| Baudry 60’ (aut.) | Marcatori | 35’ Previtali 82’ de Napoli |

| Arbitro: | Circhetta |

|         |           |  |
| Didi 2’ | Marcatori |  |

| Arbitro: | Nobs |

|                        |           |                           |
| Skačenko 11’, 20’, 56’ | Marcatori | 48’ Wiederkehr 82’ Baudry |

#### ritorno
| Arbitro: | Schmid |

|                 |           |                   |
| Didi 57’ (rig.) | Marcatori | 11’ Tachie-Mensah |

| Arbitro: | Etter |

|               |           |                                   |
| Sawu 19’, 27’ | Marcatori | 54’ Didi 75’ Previtali 78’ Baudry |

| Arbitro: | Beck |

|                   |           |  |
| de Napoli 6’, 71’ | Marcatori |  |

| Arbitro: | Rutz |

|                                           |           |  |
| Previtali 68’ Khomeriki 86’ de Napoli 90’ | Marcatori |  |

| Arbitro: | Rogalla |

|            |           |          |
| Rochat 19’ | Marcatori | 23’ Didi |

| Arbitro: | Busacca |

|                             |           |  |
| Previtali 33’ Khomeriki 87’ | Marcatori |  |

| Arbitro: | Bleuer |

|            |           |                                                                        |
| Tarone 38’ | Marcatori | 3’, 20’ Baudry 31’ de Napoli 43’ Skrzypczak 48’ Schenker 65’ Khomeriki |

## Statistiche

### Statistiche di squadra
| Competizione                     | Punti | In casa | In casa | In casa | In casa | In casa | In casa | In trasferta | In trasferta | In trasferta | In trasferta | In trasferta | In trasferta | Totale | Totale | Totale | Totale | Totale | Totale | DR  |
| Competizione                     | Punti | G       | V       | N       | P       | Gf      | Gs      | G            | V            | N            | P            | Gf           | Gs           | G      | V      | N      | P      | Gf     | Gs     | DR  |
| -------------------------------- | ----- | ------- | ------- | ------- | ------- | ------- | ------- | ------------ | ------------ | ------------ | ------------ | ------------ | ------------ | ------ | ------ | ------ | ------ | ------ | ------ | --- |
| Lega Nazionale A                 | 24    | 11      | 3       | 3       | 5       | 15      | 20      | 11           | 3            | 3            | 5            | 16           | 23           | 22     | 6      | 6      | 10     | 31     | 43     | -12 |
| Torneo di promozione/relegazione | -     | 7       | 4       | 2       | 1       | 9       | 3       | 7            | 3            | 1            | 3            | 14           | 12           | 14     | 7      | 3      | 4      | 23     | 15     | +8  |
| Totale                           | 24    | 18      | 7       | 5       | 6       | 24      | 23      | 18           | 6            | 4            | 8            | 30           | 35           | 36     | 13     | 9      | 14     | 54     | 58     | -4  |

### Andamento in campionato
| Giornata  | 1 | 2  | 3  | 4  | 5 | 6 | 7 | 8 | 9 | 10 | 11 | 12 | 13 | 14 | 15 | 16 | 17 | 18 | 19 | 20 | 21 | 22 |
| --------- | - | -- | -- | -- | - | - | - | - | - | -- | -- | -- | -- | -- | -- | -- | -- | -- | -- | -- | -- | -- |
| Luogo     | T | C  | T  | T  | C | T | C | T | C | T  | C  | C  | T  | C  | C  | T  | C  | T  | C  | T  | C  | T  |
| Risultato | P | P  | P  | N  | V | V | P | V | P | P  | V  | P  | N  | N  | N  | P  | N  | V  | V  | P  | P  | N  |
| Posizione | 8 | 12 | 12 | 12 | 9 | 9 | 8 | 7 | 9 | 10 | 8  | 10 | 9  | 9  | 10 | 10 | 10 | 9  | 9  | 9  | 9  | 9  |

Legenda:

Luogo: C = Casa; T = Trasferta. Risultato: V = Vittoria; N = Pareggio; P = Sconfitta.

### Statistiche dei giocatori
| D. Bader       | 17 | 1 | 2 | 1 |
| R. Baldassari  | 19 | 0 | 3 | 1 |
| O. Baudry      | 16 | 5 | 3 | 0 |
| I. Benito      | 22 | 0 | 2 | 0 |
| M. Calvo       | 13 | 1 | 0 | 0 |
| C. Cassiano    | 3  | 0 | 0 | 0 |
| D. Degen       | 2  | 1 | 1 | 0 |
| D. Didi        | 7  | 4 | 3 | 0 |
| M. Eggimann    | 18 | 0 | 3 | 0 |
| M. Fiechter    | 21 | 1 | 5 | 0 |
| D. Greco       | 0  | 0 | 0 | 0 |
| A. Hamzić      | 6  | 0 | 1 | 0 |
| L. Iodice      | 16 | 0 | 1 | 0 |
| R. Ivanov      | 17 | 2 | 2 | 0 |
| L. Khomeriki   | 21 | 6 | 1 | 0 |
| A. Kollbrunner | 0  | 0 | 0 | 0 |
| F. Page        | 5  | 0 | 1 | 0 |
| M. Pavličević  | 21 | 0 | 6 | 0 |
| J. Placa       | 3  | 0 | 0 | 0 |
| I. Previtali   | 18 | 2 | 4 | 0 |
| L. Roembiak    | 0  | 0 | 0 | 0 |
| S. Romano      | 0  | 0 | 0 | 0 |
| M. Schenker    | 2  | 0 | 0 | 0 |
| F. Schmid      | 1  | 0 | 0 | 0 |
| R. Senn        | 5  | 0 | 1 | 1 |
| D. Skrzypczak  | 18 | 0 | 4 | 0 |
| M. Strasser    | 0  | 0 | 0 | 0 |
| M. Vivolo      | 1  | 0 | 1 | 0 |
| A. Wiederkehr  | 21 | 7 | 5 | 0 |
| D. Wolf        | 2  | 0 | 1 | 0 |
| P. Zuberbühler | 2  | 0 | 0 | 0 |
| P. de Napoli   | 12 | 1 | 1 | 0 |